# انریکو پورو
انریکو پورو (ایتالیایی: Enrico Porro; ۱۶ ژانویهٔ ۱۸۸۵ – ۱۴ مارس ۱۹۶۷) کشتی‌گیر فرنگی اهل ایتالیا بود.
وی در مسابقات کشوری و بین‌المللی در مجموع برندهٔ ۱ مدال طلا شده‌است.